# NCSM Halifax (FFH 330)
Pour les articles homonymes, voir Halifax.
 (avril 2025).
Si vous disposez d'ouvrages ou d'articles de référence ou si vous connaissez des sites web de qualité traitant du thème abordé ici, merci de compléter l'article en donnant les références utiles à sa vérifiabilité et en les liant à la section « Notes et références ».
Le NCSM Halifax (FFH 330), est une frégate canadienne, le premier de la classe Halifax. Il est en service depuis 1992 et assigné aux Forces maritimes de l'Atlantique, sous le Commandement de la Force maritime du Canada des Forces canadiennes et est basé au port d'Halifax, en Nouvelle-Écosse. Le navire est le deuxième du nom, le partageant avec le NCSM Halifax (K237), une corvette de la seconde guerre mondiale. Le même nom est également partagé avec un navire de la Royal Navy construit en 1768, le HMS Halifax.

## Service
Le Halifax sert principalement dans l'océan Atlantique pour la protection de la souveraineté territoriale du Canada et l'application de la loi dans sa zone économique exclusive. Le Halifax est également déployé dans le cadre d'opérations anti-terroristes, notamment dans l'océan Indien, le golfe Persique et le golfe d'Aden ; il conduit également des missions de patrouille pour l'OTAN.
En janvier 2010, dans le cadre de l'Opération Hestia, il est mis à contribution pour aider les sinistrés du tremblement de terre d'Haïti de 2010, au côté du NCSM Athabaskan (DDG 282). Le navire est déployé près de la ville de Jacmel, assurant notamment le contrôle du trafic aérien. Il rentre au port fin février après avoir passé près d'un mois sur les lieux.

## Chronologie
- Le 19 mars 1987 : commande du navire
- Le 3 avril 1988 : lancement
- Le 29 juin 1992 : mise en service

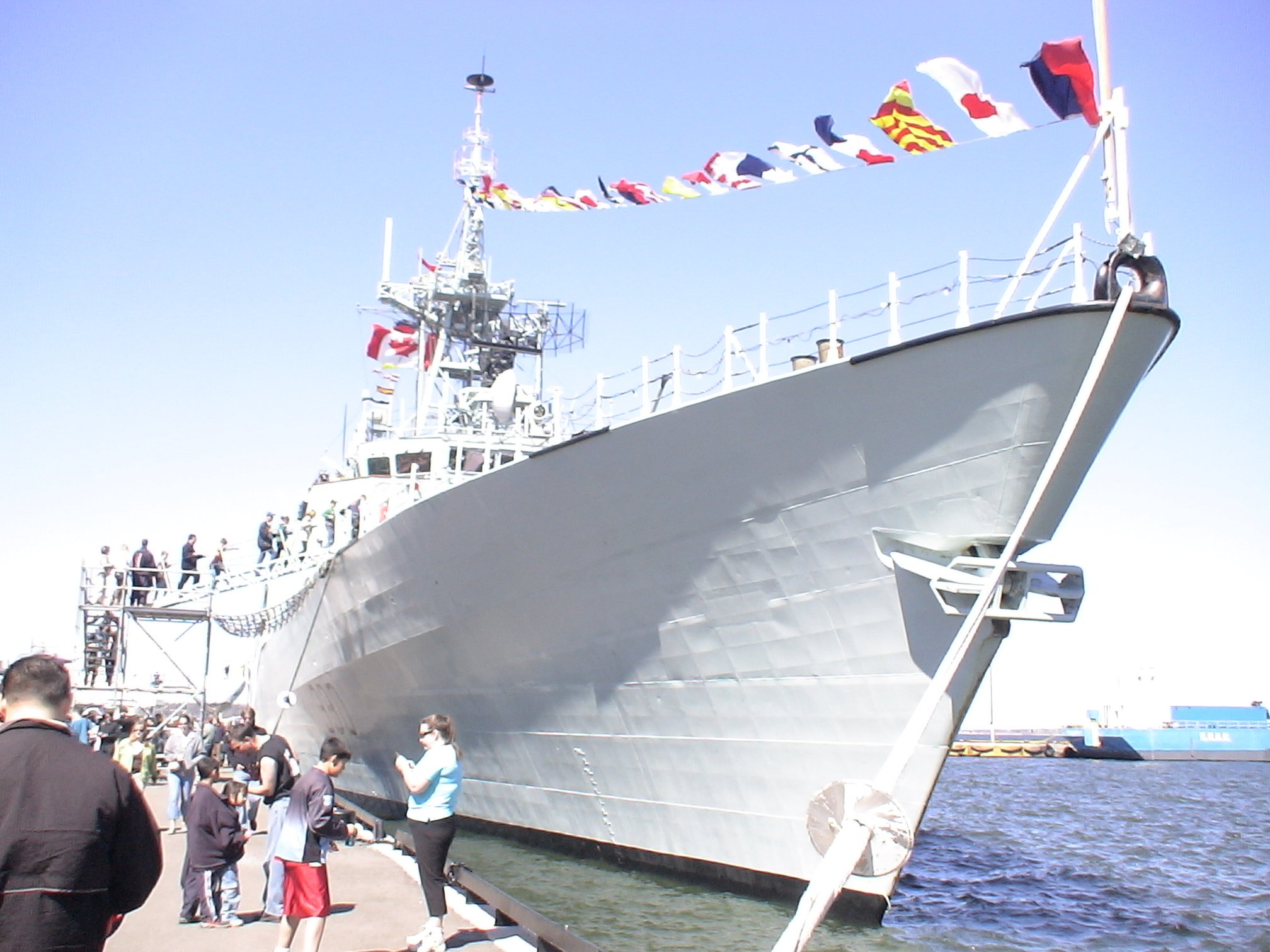
Le NCSM Halifax à Hamilton Harbour

- En 1998 : assiste aux opérations de sauvetages et de récupération après l'écrasement du vol Swissair 111.
- Le 5 octobre 2001 : dérouté pour des opérations de combat et de défense après les attentats du 11 septembre 2001.
- Le 18 janvier 2010 : arrive à Jacmel, en Haïti.

## Hommage
En 2010, à l'occasion du centenaire de la Marine canadienne, la Monnaie royale canadienne imprime le relief du NCSM Halifax sur le dollar canadien.

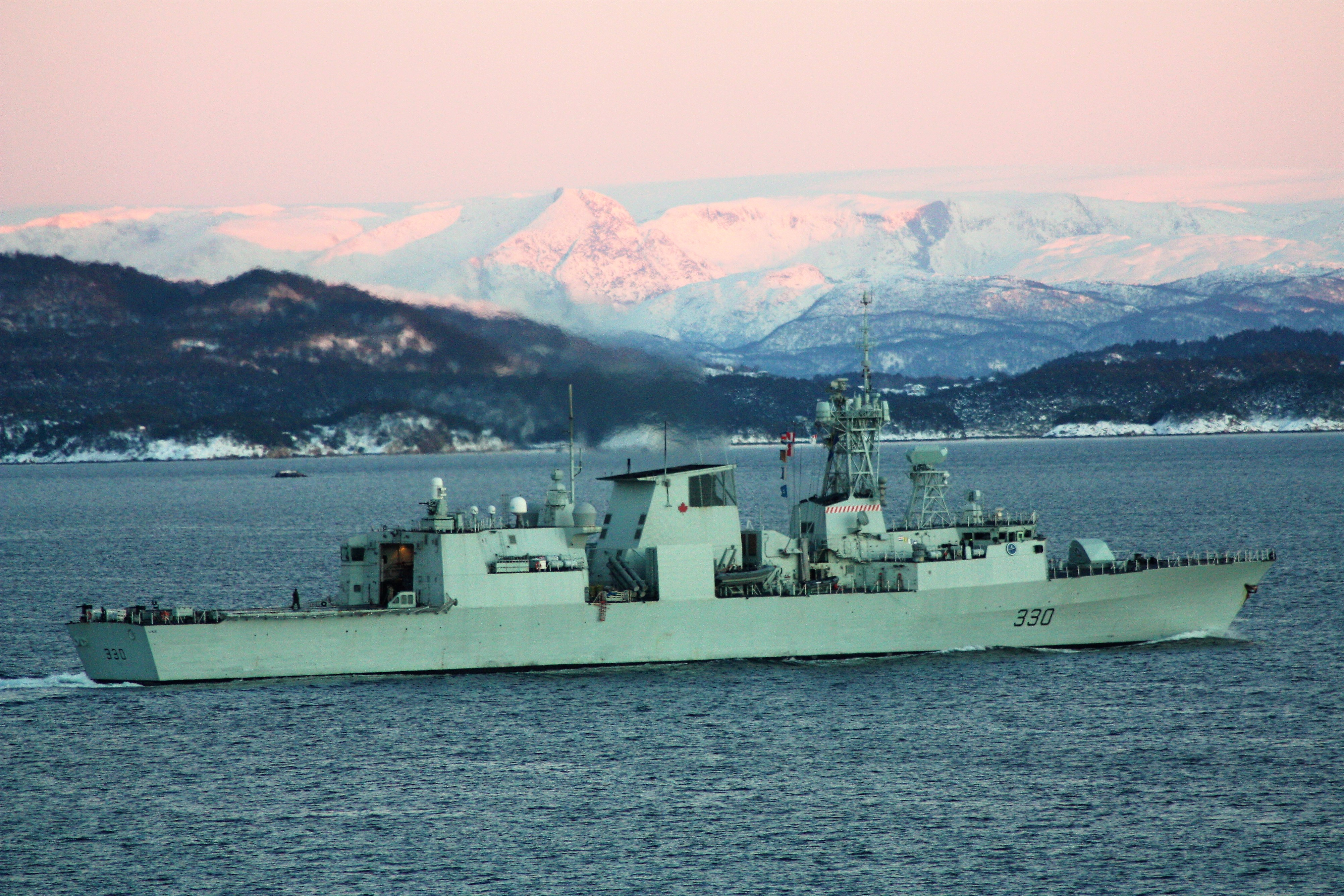
Insigne du NCSM Halifax

## Sources
- (en) Cet article est partiellement ou en totalité issu de l’article de Wikipédia en anglais intitulé « HMCS Halifax (FFH 330) » (voir la liste des auteurs).
- Site de la Marine canadienne